# Embreea
Embreea – rodzaj roślin z rodziny storczykowatych (Orchidaceae). Obejmuje dwa gatunki występujące w Ameryce Południowej w Kolumbii i Ekwadorze.

## Systematyka
Rodzaj sklasyfikowany do podplemienia Stanhopeinae w plemieniu Cymbidieae, podrodzina epidendronowe (Epidendroideae), rodzina storczykowate (Orchidaceae), rząd szparagowce (Asparagales) w obrębie roślin jednoliściennych.
Wykaz gatunków
- Embreea herrenhusana (Jenny) Jenny
- Embreea rodigasiana (Claes ex Cogn.) Dodson